# Henri Harpignies

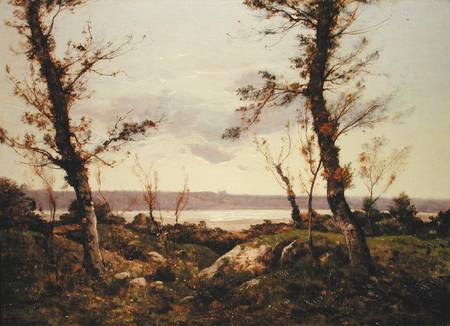
O estuário, 1895. Óleo sobre tela, coleção particular.

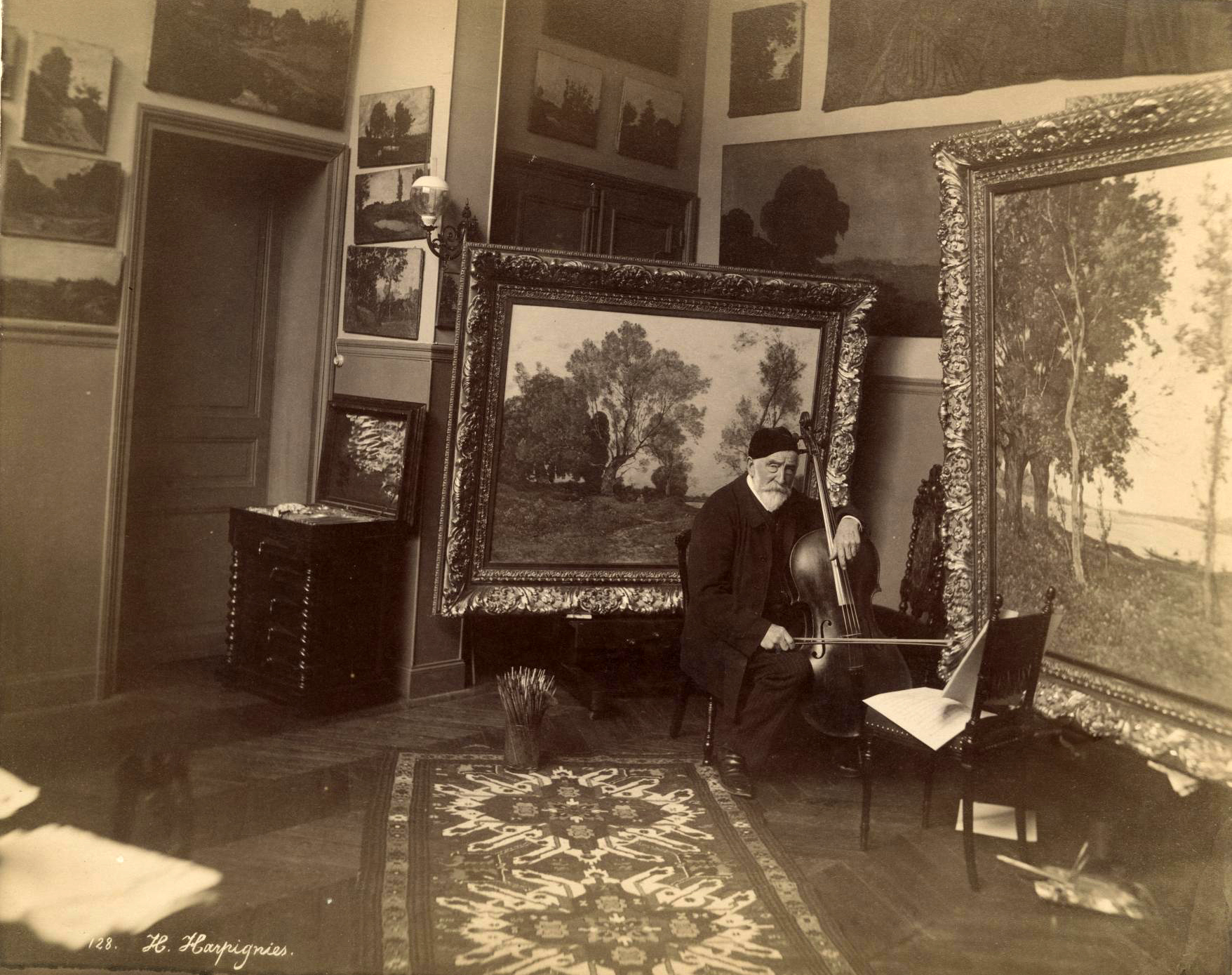
Henri Harpignies.

Henri-Joseph Harpignies (Valenciennes, 28 de junho de 1819 - Saint-Privé, Yonne, 28 de agosto de 1916) foi um pintor de paisagens francês, integrante da Escola de Barbizon. Detentor de ampla produção, também gravador e aquarelista, mostra em muitas de suas obras mais refinadas a influência do Realismo sereno de Jean-Baptiste-Camille Corot.

## Vida e obra
Dedicado a princípio ao comércio, Harpignies inicia-se na pintura aos 27 anos, sob a tutela de Jean Achard. Logo tornar-se-ia um dos mais prolíficos pintores de paisagens do século XIX, elegendo os bosques como tema central, a ponto de ser audaciosamente apelidado por Anatole France de "o Michelangelo das árvores". Suas obras, conhecidas pelo acurado tratamento pictórico, pelas tonalidades prateadas e pelo rigor construtivo no desenho, demonstram a crescente influência dos pintores da Escola de Barbizon e de Camille Corot, com quem viaja para a Itália, em 1860.
Exibe pela primeira vez no Salon de Paris de 1861, frequentando também as seguintes edições e ganhando a medalha de ouro em 1886, por Entardecer na Campanha romana. Suas obras mais admiradas, no entanto, são aquelas realizadas en plein air, em suas viagens e estadias na Itália, onde esteve várias vezes, entre 1850 e 1865, bem como as dos bosques nos arredores de Saint-Privé (onde se estabelece detinitivamente em 1878) além das paisagens da Costa Azul. Frequentemente tratadas a aquarela, as paisagens desse período demonstram mais liberdade na execução.
Embora tenha presenciado diversas revoluções estilísticas que marcaram a França na segunda metade do século XIX, manteve-se sempre fiel ao seu estilo. Pintou ainda nas regiões de Bourbonnais, Nivernais e Auvergne. Angariando amplo sucesso junto ao público, passou a executar, já em Saint-Privé, paisagens de composições e cores agradáveis, ainda que bastante convencionais, recordando decorações teatrais, elaboradas em ateliê.